# Kelet-indiai cikász
A kelet-indiai cikász (Cycas circinalis) a cikászok (Cycadopsida) osztályának a cikászok (Cycadales) rendjébe, ezen belül a cikászfélék (Cycadaceae) családjába tartozó faj.

## Előfordulása
A kelet-indiai cikász minden fagymentes területen megél. A trópusi Ázsiából származik, de valódi őshazája India.

## Megjelenése
Törzse többnyire rövid és vastag, felső részén hosszú, kihegyezett pikkelyekkel. A levélkék vállukon keskenyedők, kifejezett középerűek. A felálló, rendes körülmények között el nem ágazó törzsű, 3 méternél ritkán magasabb fa. Levele szárnyalt, mintegy 1-2,5 méter hosszú, a legfiatalabb levelek levélkéi begöngyölt élűek. Az idősebb levélkék 1-1,5 centiméter szélesek, merevek, de nem szúrósak, a levélkék sora a levélnyélen tövisekben folytatódik. A szaporítószervek a hímivarú egyedeken tömör tobozokban a levélüstök közepén ülnek, a nőivarúakon a levélhez hasonlóak, világosbarnák, kerek magkezdeményekkel a szélükön, csoportosan lomblevelekkel váltakozva a törzs csúcsán fejlődnek. A narancsvörös, mintegy 2-3 centiméter átmérőjű magvak csonthéjas terméshez hasonlók.

## Egyéb
A magvakat és a fiatal leveleket megfőzik, a törzs beléből pedig szágópótlékot nyernek. Rendkívül gondosan kell elkészíteni, mivel valamennyi cikász- és bunkóspálmaféle nagy hatású idegmérgeket tartalmaz. A kelet-indiai cikász mellett a japán cikászt (Cycas revoluta) is gyakran termesztik. Ez Kelet-Ázsiában honos, és az előzőtől keskenyebb, körülbelül 5 milliméter széles levélkéiben tér el, amelyek a levélalap felé lassan kisebbednek. A termőlevelek közt még nagyobb a különbség: a kelet-indiai cikász termőleveleinek csúcsi része lándzsa alakú, a széle alig tagolt, míg a japán cikásznál széles és erősen rojtos szélű.

## Képek

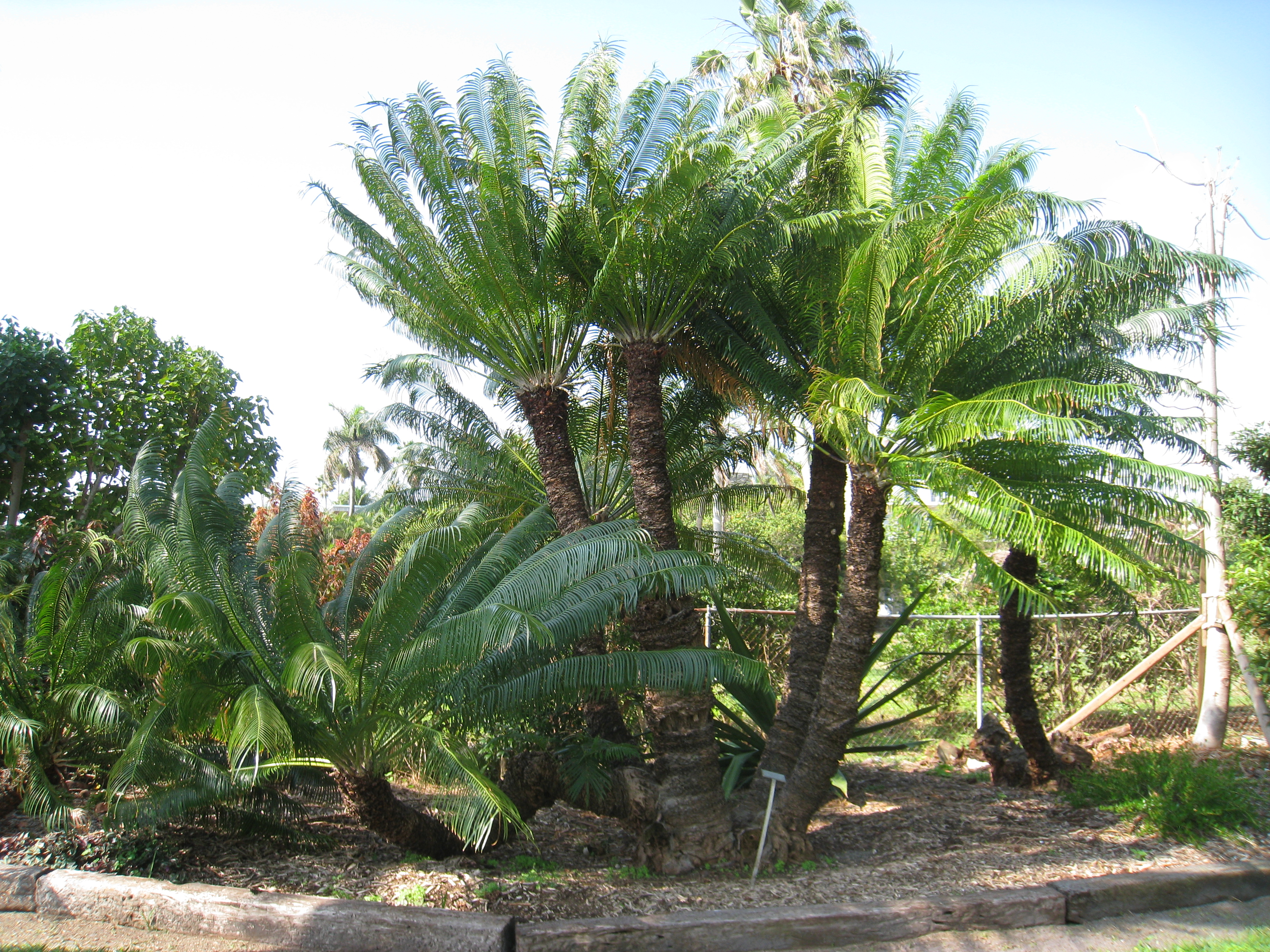
A növény
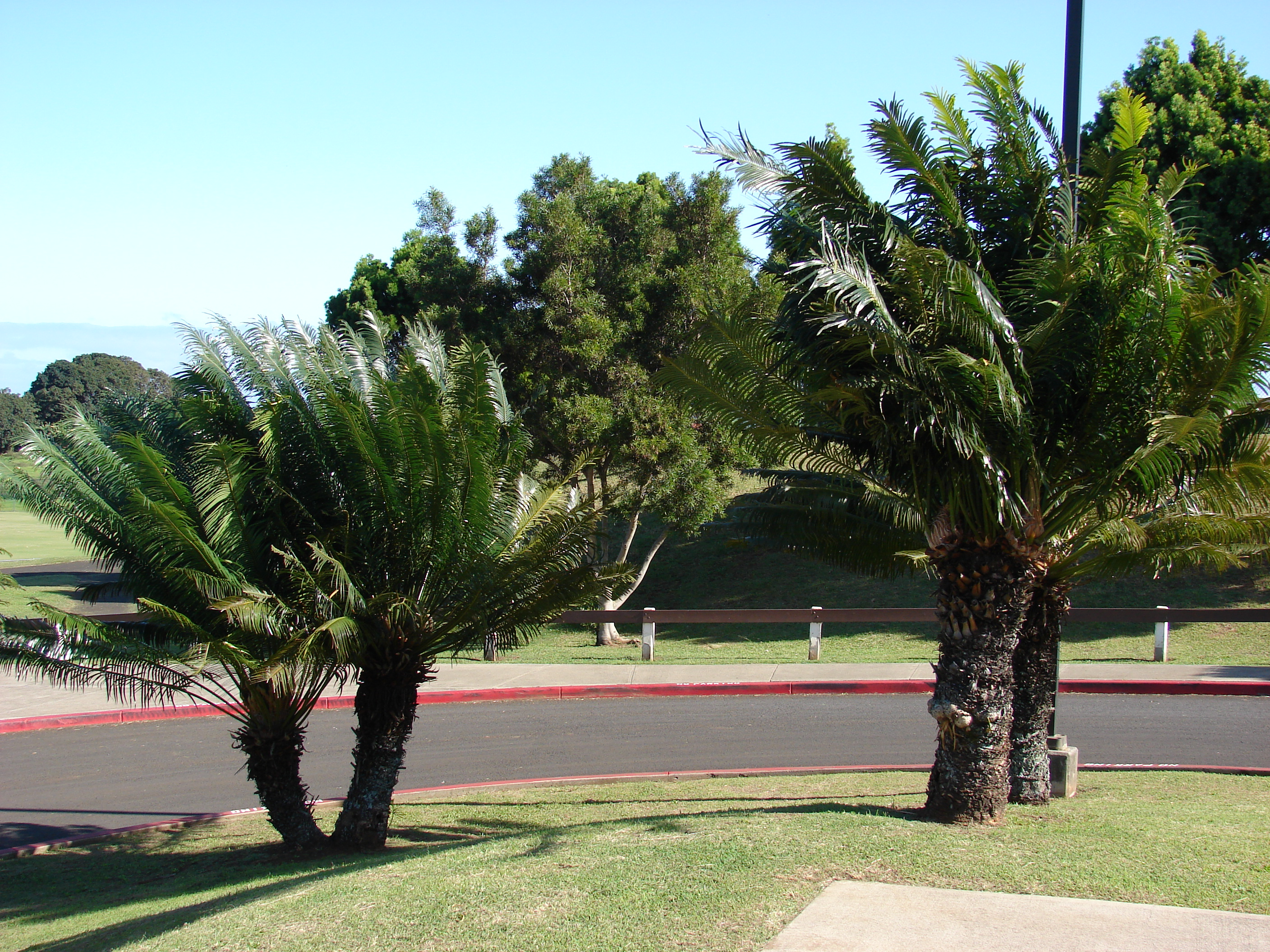
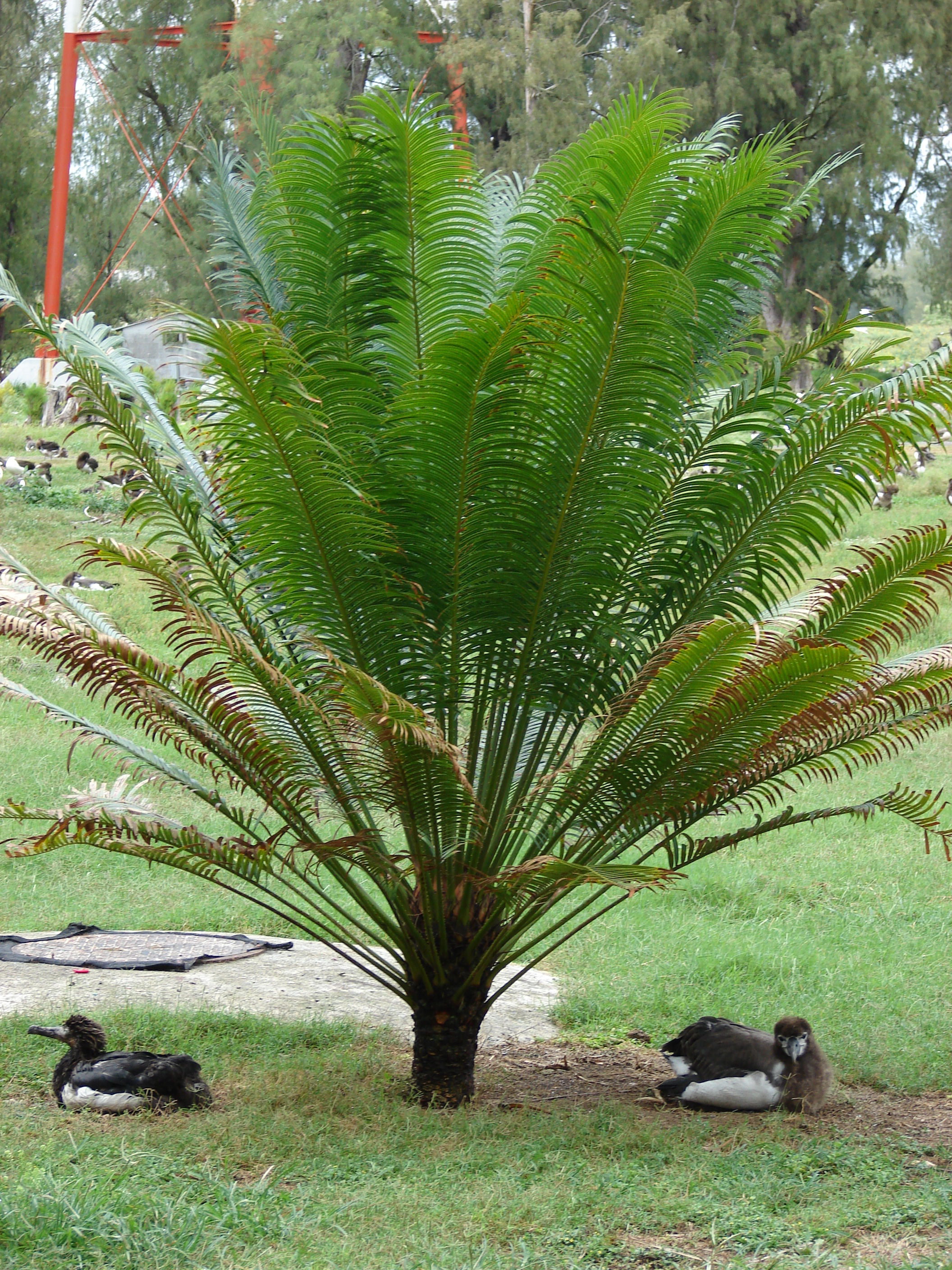
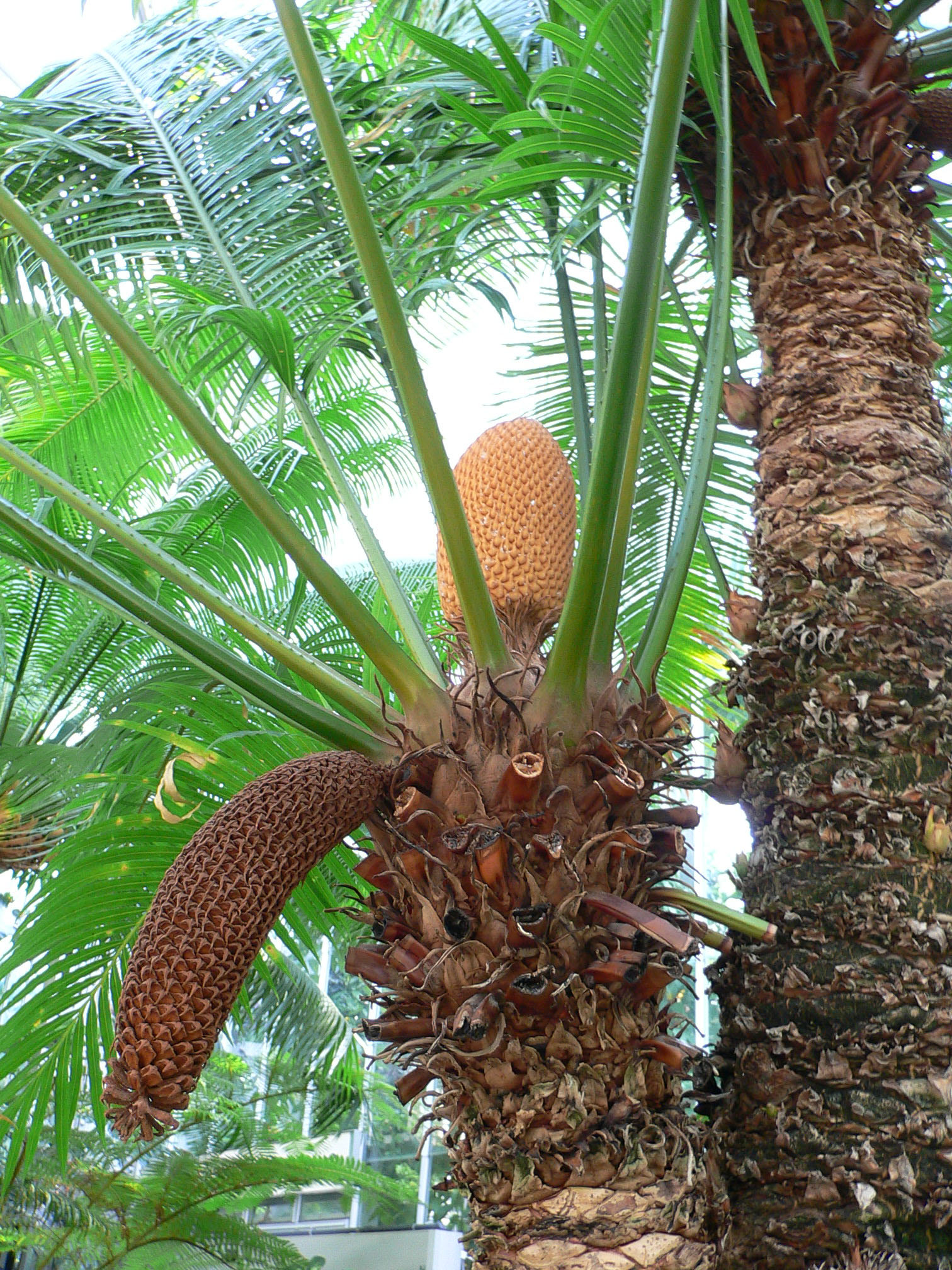
szaporítószervei
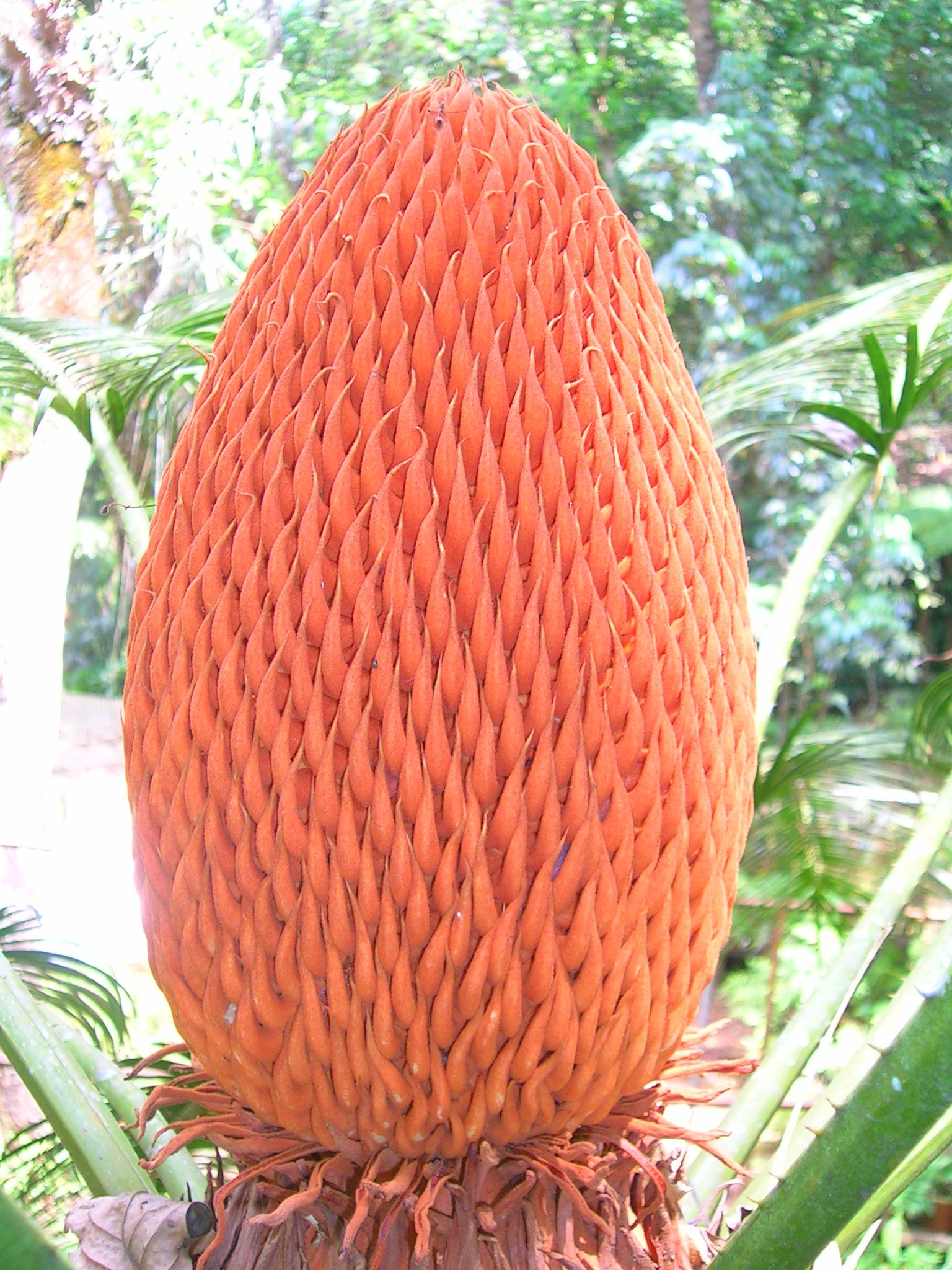
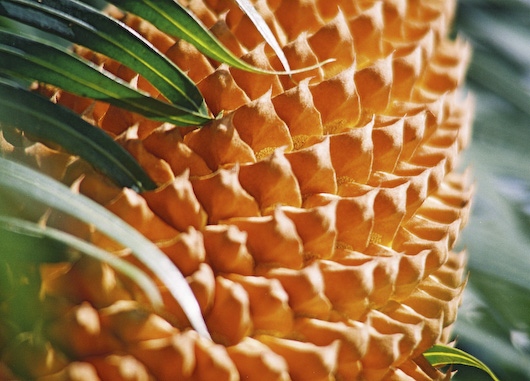
közelről
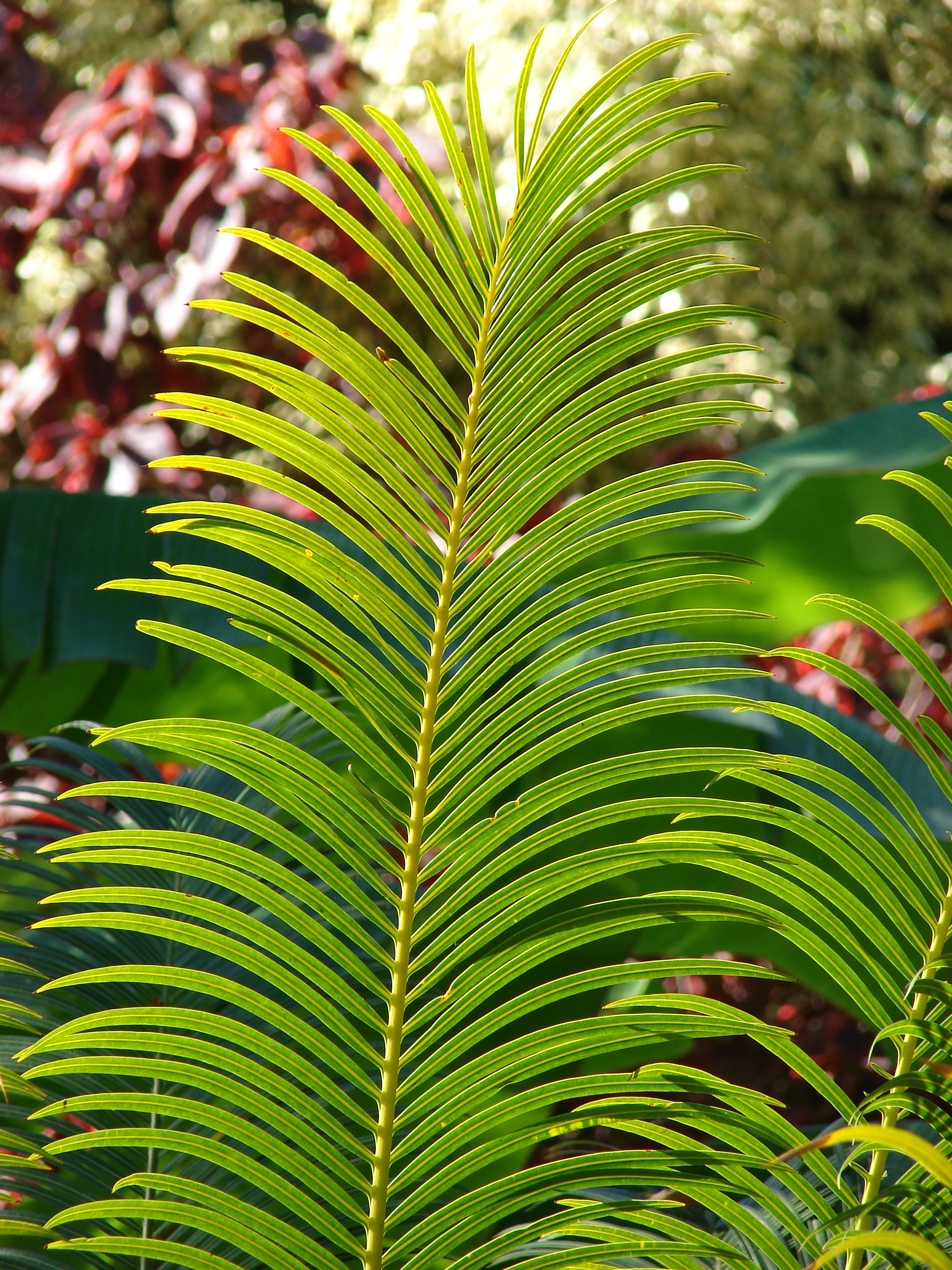
Levélzete
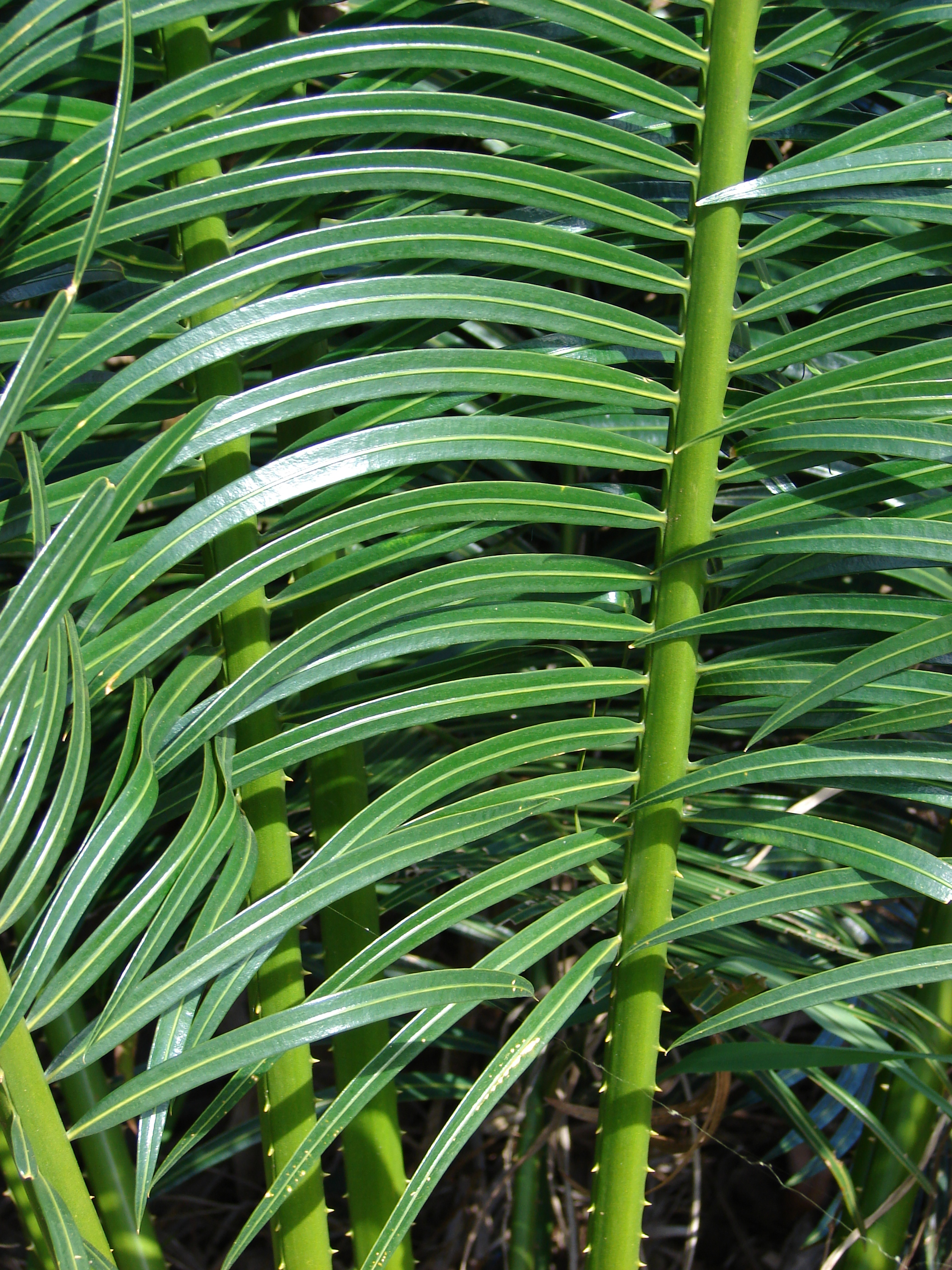
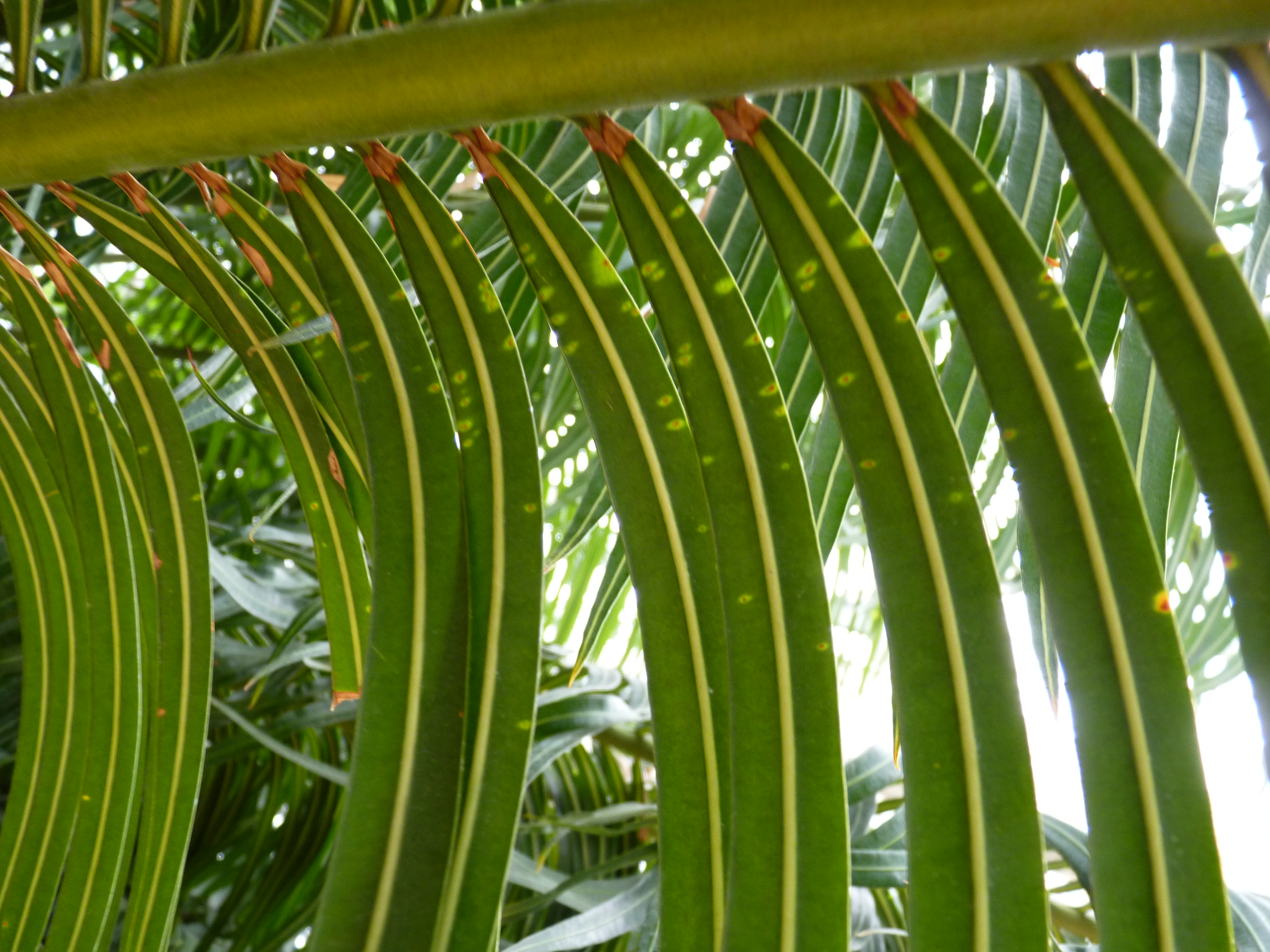
közelről és
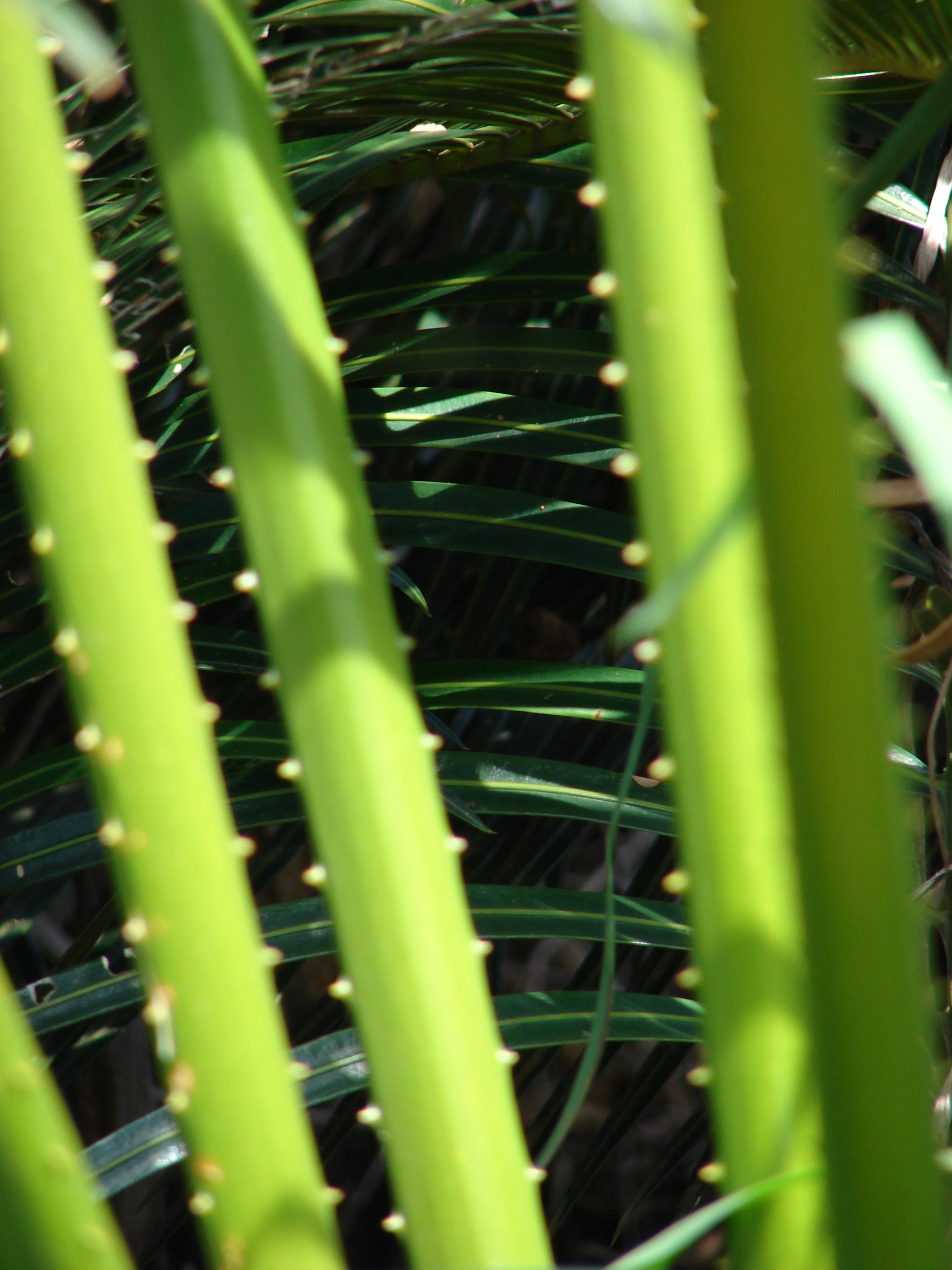
tüskés levélnyelei
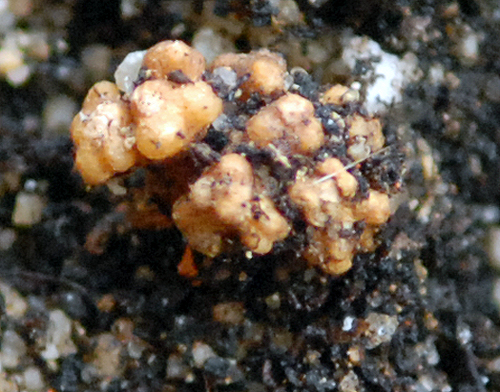
Gyökérzete
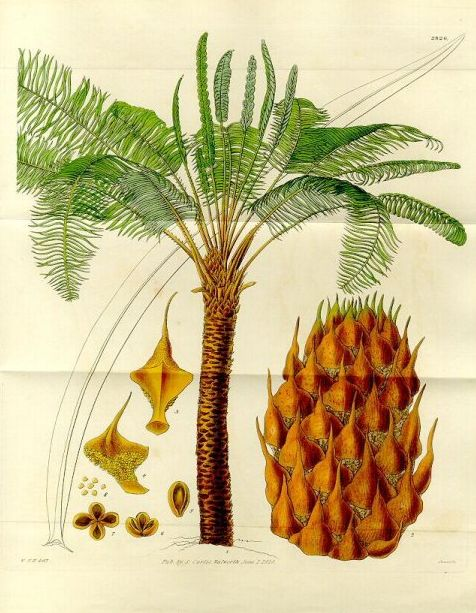
Rajz a növényről